# Türbel
Türbel ist eine zum Ortsteil Pirk der Gemeinde Weischlitz gehörige Siedlung im sächsischen Vogtlandkreis. Sie wurde gemeinsam mit Pirk am 1. Januar 1957 nach Großzöbern eingemeindet, welche sich am 1. Januar 1994 mit sechs weiteren Gemeinden zur Gemeinde Burgstein zusammenschloss. Diese wurde wiederum am 1. Januar 2011 in die Großgemeinde Weischlitz eingegliedert.

## Geografie

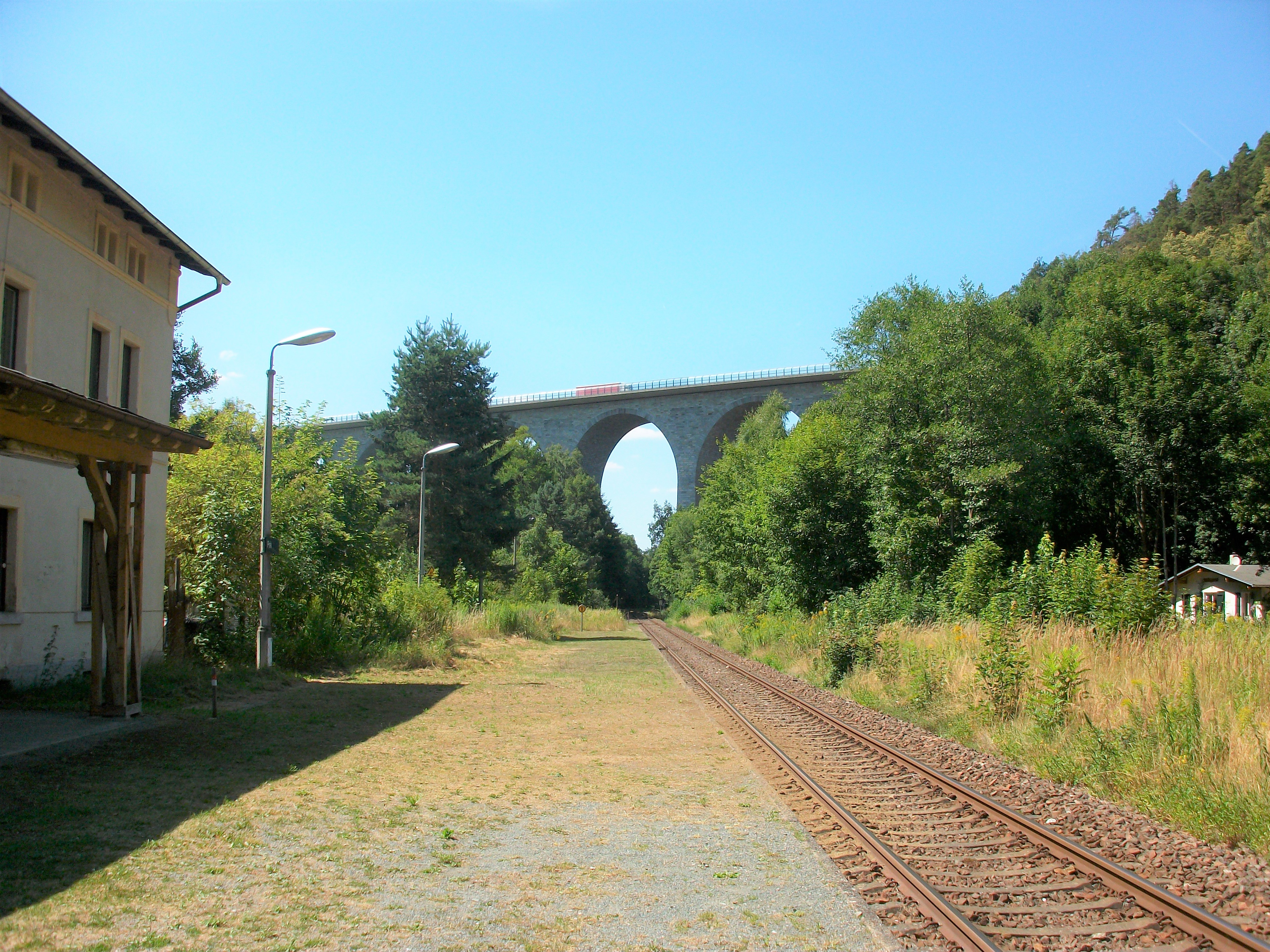
Haltepunkt Pirk mit Autobahnviadukt (2018)

### Lage und Verkehr
Türbel liegt im Osten der Ortsflur von Pirk und des Gemeindegebiets von Weischlitz. Die Siedlung befindet sich südlich der Weißen Elster und westlich der Talsperre Pirk. An Türbel führt die Staatsstraße 319 (ehemalige Bundesstraße 173) vorbei, welche nordöstlich des Orts in der Anschlussstelle „Pirk“ die Bundesautobahn 72 kreuzt. Letztere überquert über die Elstertalbrücke die Weiße Elster nordwestlich von Türbel.
Am nördlichen Ufer der Weißen Elster befindet sich die Bahnstrecke Plauen–Cheb mit dem Haltepunkt „Pirk“. Der Ort ist zudem mit den vertakteten RufBus-Linien 52 und 53 des Verkehrsverbunds Vogtland an Weischlitz, Oelsnitz und Gutenfürst angebunden.
Türbel befindet sich im Westen des Vogtlandkreises und im sächsischen Teil des historischen Vogtlands. Geografisch liegt Türbel im Zentrum des Naturraums Vogtland (Mittelvogtländisches Kuppenland).

### Nachbarorte
|      | Oberweischlitz mit Rosenberg                | Göswein |
| Pirk | Kompassrose, die auf Nachbargemeinden zeigt | Magwitz |
|      |                                             |         |

## Geschichte

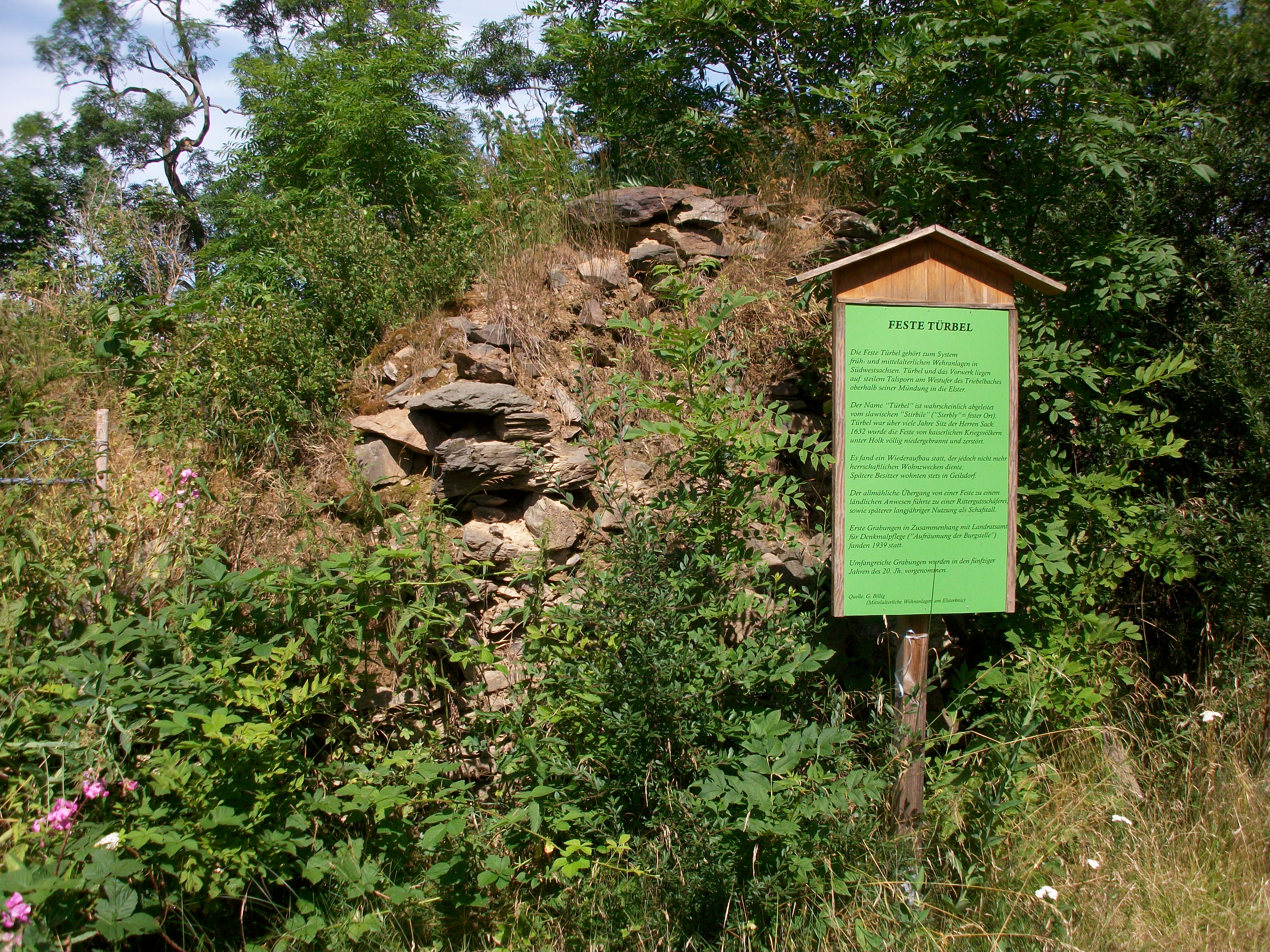
Feste Türbel mit Infotafel

Bereits vor 1300 existierte die Burg Türbel als Wehranlage zum Schutz der wichtigen Handelsstraße Plauen–Hof. Im Jahr 1301 wurde ein „Eberhardus de Tirbil“ urkundlich erwähnt. Der in den Urkunden der Vögte von Plauen im Jahr 1122  erstmals erwähnte
Name „Tirbil“ leitet sich vom slawischen „Stirbile“ ab, was „fester Ort“ bedeutet. Die Burg gehörte zunächst zum Herrschaftsgebiet des Plauener Vogtes. Anschließend war sie viele Jahre Sitz der Herren von Sack. Während des Dreißigjährigen Kriegs wurde die Burg im Jahr 1632 von kaiserlichen Truppen niedergebrannt und zerstört. Nach dem Wiederaufbau diente die Festung nur noch als Schäferei des Ritterguts bzw. als Schafstall. Heute sind nur noch Ruinen vorhanden.
Die Siedlung Türbel in der Pirker Flur gehörte zur Grundherrschaft des örtlichen Ritterguts Türbel. Kirchlich gehört sie seit jeher nach Geilsdorf. Türbel gehörte als Teil von Pirk bis 1856 zum kursächsischen bzw. königlich-sächsischen Amt Voigtsberg. 1856 wurde der Ort dem Gerichtsamt Plauen und 1875 der Amtshauptmannschaft Plauen angegliedert. Am 1. November 1874 eröffnete die Station „Pirk“ der Bahnstrecke Plauen–Cheb nördlich von Türbel. Zwischen 1935 und 1938 entstand östlich des Orts die Staumauer der Talsperre Pirk. Im Jahr 1938 begann der Bau der Elstertalbrücke Pirk für die heute als A 72 bezeichnete Autobahn. Aufgrund des Zweiten Weltkriegs wurden die Arbeiten jedoch 1940 eingestellt und die Brücke erst 50 Jahre später nach der Deutschen Wiedervereinigung ab 1990 fertiggestellt.
Durch die zweite Kreisreform in der DDR kam Türbel als Teil der Gemeinde Pirk im Jahr 1952 zum Kreis Plauen-Land im Bezirk Chemnitz (1953 in Bezirk Karl-Marx-Stadt umbenannt). Am 1. Januar 1957 erfolgte die Eingemeindung von Pirk mit Türbel nach Großzöbern. Seit 1990 gehörte Türbel als Ortsteil der Gemeinde Großzöbern zum sächsischen Landkreis Plauen, der 1996 im Vogtlandkreis aufging. Am 1. Januar 1994 schloss sich die Gemeinde Großzöbern mit sechs weiteren Gemeinden zur Gemeinde Burgstein zusammen, die wiederum am 1. Januar 2011 in die Großgemeinde Weischlitz eingegliedert wurde. Seitdem bilden Pirk und Türbel einen Ortsteil von Weischlitz.